# Germana Cousin
Germana Cousin (Pibrac, territorio de Toulouse, Francia 1579 - Pibrac, território de Toulouse, Francia 15 de junio de 1601) fue una catequista francesa. Es santa de la Iglesia católica. 
Su nombre de bautismo fue Germana María de Jesús Cousin. Por causa de su amor a Dios y de su sufrimiento es muy venerada en toda Francia.

## Vida
Su biografía está constantemente marcada por desgracias, desde su nacimiento hasta su muerte. No llegó a conocer a su madre, que falleció poco tiempo después de su nacimiento. No tenía características físicas muy favorables, poseía una malformación de una de sus manos y una enfermedad crónica originada por una subnutrición, que perjudicaba su visión y movimientos faciales. Además tenía una madrastra que la maltrataba. Debido a su físico no se encontró casamiento para ella. Solo le permitían salir de casa para ir a la iglesia. Ninguno la acompañaba, pues su padre tenía vergüenza de ella. Los habitantes del pueblo la ofendían, mas su fe y capacidad eran enormes y lo soportaba todo.
En aquella época en Francia dentro del contexto de las guerras de religión entre católicos y calvinistas, una trágica crisis dividía a la aristocracia en dos partes. Germana se tornó en una amable predicadora de la palabra de Dios y una catequista espontánea de los más pobres. Intentó convertir a su padre y a su madrastra pero todo fue en vano. Vivía acompañada en sus predicaciones de niños y pobres.
Sus actividades religiosas eran muy variadas: un día iba a Misa, otro día rezaba el Rosario y el Angelus. Falleció silenciosamente el 15 de junio de 1601.

## Proceso de Canonización

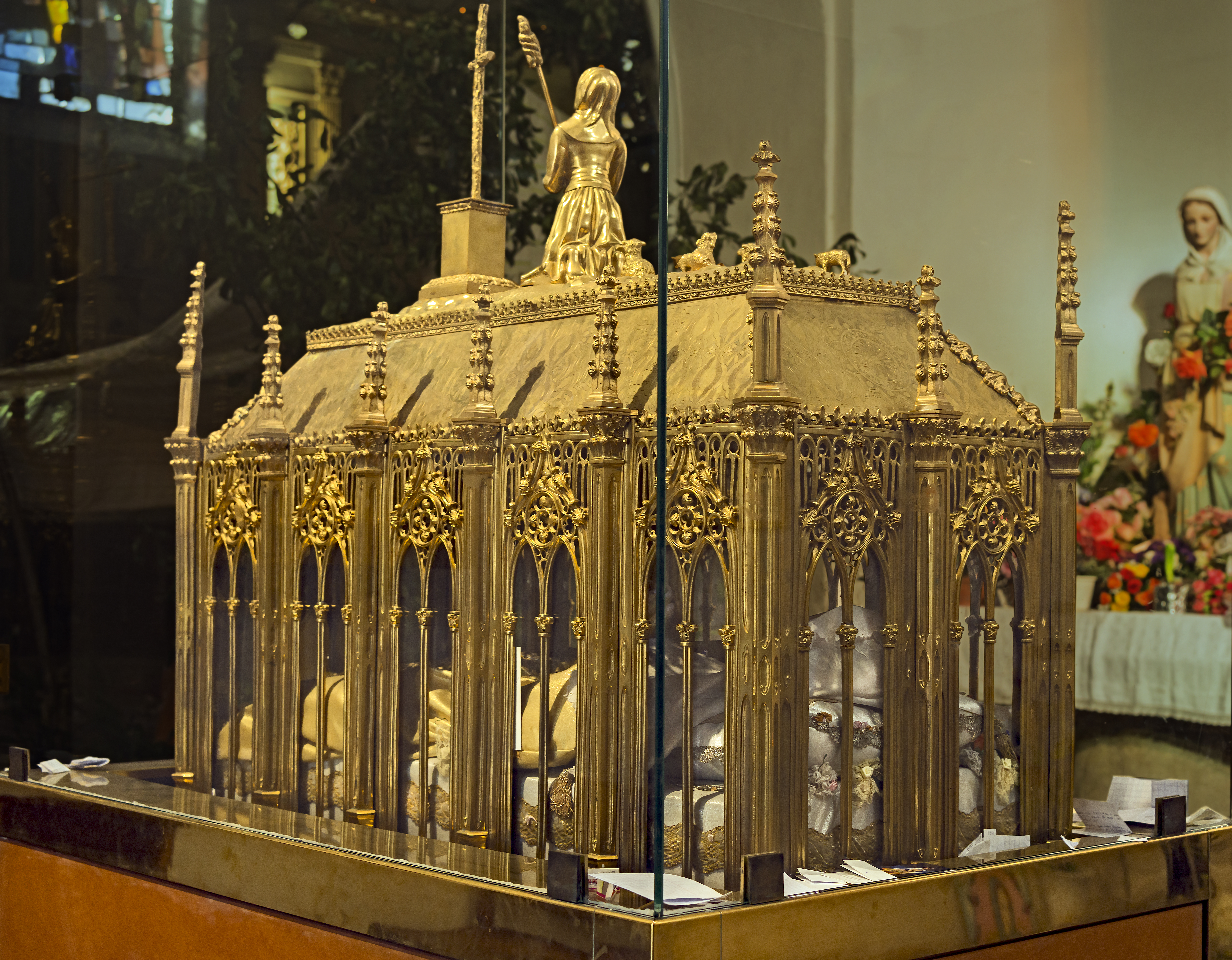
Relicario de la Santa

Después de 40 años de su muerte, su cuerpo fue examinado y se halló incorrupto. En 1867 fue declarada santa por el papa Pío IX. Una basílica fue erigida en su homenaje donde reposan sus reliquias en su ciudad natal. Es la patrona de la Diócesis de Toulouse y de varias parroquias de Francia.